# Melitta Schmideberg
Melitta Schmideberg, née le 17 janvier 1904 à Rosenberg, ville située dans l'actuelle Slovaquie, anciennement l'Empire Austro-hongrois, morte le 10 février 1983, à Londres, est une psychiatre et psychanalyste britannique d'origine autrichienne. 

## Biographie
Melitta Schmideberg est l'aînée des trois enfants d'Arthur Klein et de Melanie Klein, psychanalyste britannique d'origine autrichienne. Elle a deux frères, Hans (1908-1934) et Erich, qui change son nom en Eric Clyne en 1937 lorsqu'il est naturalisé britannique. En 1910, ses parents s'installent à Budapest. Melitta a 6 ans. C'est là qu'elle grandira et fera ses premières études. À l'âge de 15 ans, Melitta assiste déjà aux réunions de la Société hongroise de psychanalyse, à l'invitation de Sandor Ferenczi. Melanie Klein a analysé Melitta lorsque celle-ci était enfant, elle mentionne brièvement son observation psychanalytique dans la deuxième partie de son premier article, « Le développement d'un enfant » (1921). Cette analyse est à nouveau mentionnée dans son article « Le rôle de l'école dans le développement libidinal de l'enfant », sa fille apparaissant sous le prénom Lisa.  
Après une inscription à l'université de Rosenberg, Melitta rejoint sa mère à Berlin, où elle fait ses études de médecine et se spécialise en psychiatrie. Elle épouse en 1924 un psychanalyste autrichien, Walter Schmideberg, membre de la Société psychanalytique de Berlin, et obtient en 1927 son diplôme de médecine, à la Wilhelms-Universität. Elle suit sa mère à Londres en 1928, où elle prépare sa thèse de médecine durant une année, revenant à Berlin pour la soutenance en 1929. À Berlin, elle se forme avec Karen Horney  à  l'Institut psychanalytique de Berlin , mais dès 1930, Melitta participe régulièrement aux réunions de la Société britannique de psychanalyse où elle présente plusieurs communications dans lesquelles elle s'inspire des théorisations de sa mère. Son premier texte publié portait comme titre « Inhibition intellectuelle et agressivité ».  Une de ses premières contributions dans l'International Journal of Psychoanalysis, intitulée «De quelques mécanismes inconscients dans la pathologie sexuelle et leur relation à l'activité sexuelle normale» (1933), avait été présentée d'abord à Berlin, le 18 novembre 1930.
La montée de l'antisémitisme dans les années 1930 et les lois de Nuremberg incitent les psychanalystes à l'exil. Melitta qui jouit de la nationalité suédoise, obtient facilement la possibilité de s'installer à Londres, où elle devient membre associée de la Société britannique de psychanalyse en 1932, puis full member en 1933, grâce à un travail, "L'analyse par le jeu d'une petite fille de trois ans", qui lui a valu également le Prix de l'Essai clinique pour cette année. Melitta y expose le cas d'une petite fille, Viviane, dont les troubles sont en tout point similaires à ceux décrits par Melanie Klein dans ses articles où elle évoquait son analyse des difficultés de sa fille. Mais, alors que Melanie Klein attribuait l'origine de ces difficultés à des facteurs constitutionnels, Melitta attribue les troubles de Viviane à ses relations avec sa mère . Ainsi, l'article de Melitta de 1933 était une réponse à dix ans d'écart aux articles de sa mère, qui avaient traité d'elle.    

## Participation aux Controverses entre Anna Freud et Melanie Klein
Les premières interventions de Melitta Schmideberg s'inscrivaient dans la continuité des travaux kleiniens, mais elle se montre de plus en plus critique à l'égard des « contributions » de Melanie Klein et du « comportement » de celle-ci au sein de la Société. Les attaques qu'elle exprime coïncident avec son entrée en analyse avec Edward Glover, et l'arrivée des « Viennois », psychanalystes autrichiens rassemblés autour d'Anna Freud, qui donnent une nouvelle vigueur à des oppositions théoriques et cliniques déjà anciennes entre Melanie Klein et Anna Freud. Melitta Schmideberg lit une contribution à la deuxième assemblée administrative extraordinaire. 
Lorsque Glover démissionne de ses fonctions à la Société britannique, Melitta Schmideberg prend elle aussi ses distances à l'égard de la Société de psychanalyse londonienne. Après la guerre, elle s'établit aux États-Unis, où elle participe à la création de l'Association for the Psychiatric Treatment of Offenders in New York. En 1957, elle fonde The International Journal of Offender Therapy and Comparative Criminology dont elle est directrice de publication jusqu'à sa mort en 1983. Cette revue paraît encore aujourd'hui. Elle revient en Angleterre en 1960, après la mort de sa mère, puis démissionne formellement de la Société britannique de psychanalyse pour mettre en œuvre sa propre méthode thérapeutique. Elle meurt à Londres en 1983, dans un relatif isolement, à la fois familial et à l'égard du mouvement psychanalytique britannique.

## Écrits
- (en) « Psychotic mechanisms in relation to the development of civilisation », International Journal of Psycho-Analysis, 1930, 11 p. 387-418
- (en) « The psycho-Analysis of asocial children and adolescent », International Journal of Psycho-Analysis, 1935, 16, p. 22-48.
- (en) « After the analysis... some phantasies of patients », The Psychoanalytical Quaterly, 7, 1938, p. 122-142, trad. fr. Anne-Lise Hacker, « Après l’analyse... », Revue française de psychanalyse, 2012/3, vol. 76, p. 797-814, [lire en ligne].
- Children in Need, London, Allen & Unwin, 1948.